# 聖但尼聖殿站
聖但尼聖殿站（法語：Basilique de Saint-Denis）是巴黎地鐵的一個車站，位於巴黎北郊的聖但尼。聖但尼聖殿站是巴黎地鐵13號線的車站，可以換乘巴黎路面電車1號線。車站開通於1976年5月25日。車站名稱來自於聖但尼聖殿。

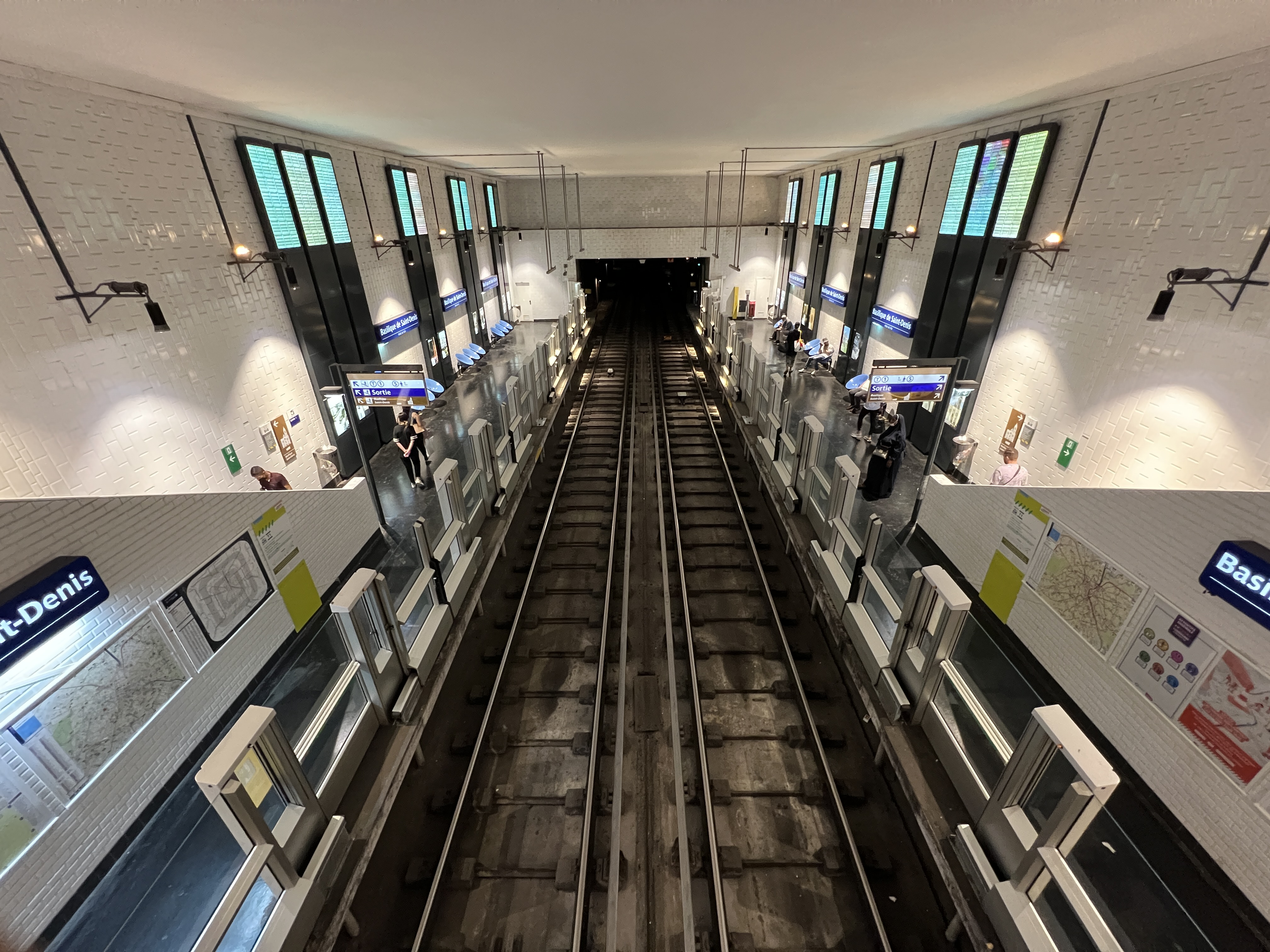
月台（2022年7月）

## 車站結構
| 街道層     |                    |                                  |
| B1         | 夾層               |                                  |
| 13號線月台 | 側式月台，右側開門 | 側式月台，右側開門               |
| 13號線月台 | 北行               | 往聖但尼大學（總站）             |
| 13號線月台 | 南行               | 往沙蒂永-蒙魯日（聖但尼-巴黎門） |
| 13號線月台 | 側式月台，右側開門 |                                  |